# 天眞正自源流
天眞正自源流（てんしんしょうじげんりゅう）は、室町時代中期の永正5年、新當流(のち天真正伝香取神道流) の飯笹長威斎に師事した小瀬与左衛門尉長宗(のち瀬戸口備前守政基)により、創始された剣術を中心とした古武道である。

## 流派の成立

### 流派の伝承
天眞正自源流兵法は、飯篠家直が創始した新當流（天真正伝香取神道流）の道継であり、十瀬(小瀬)与三左衛門長宗（瀬戸口備前之守政基）が、創始した流派である。十瀬与三左衛門長宗は、常陸大田(茨城県)、佐竹氏一族分系の小瀬氏とされる。
関ヶ原の戦いの後、徳川時代となり太平の世となるも、国境を接する肥後と薩摩は互いに剣術をはじめとする様々な武術を取り入れていた。十瀬与三左衛門長宗は肥後に対抗するために薩摩藩に召し抱えられたものと考えられ、瀬戸口氏の養子となっている。十瀬与三左衛門長宗は、その後改名し瀬戸口備前之守政基を名乗ることとなる。瀬戸口氏は大隅国姶良郡蒲生郷正八幡若宮社の社家とされる。
開祖、瀬戸口備前之守政基が薩摩に渡り定住したのが永正年代の頃である。伝書に於いては瀬戸口備前守が薩州伊王滝に於いて、流儀の奧秘に開眼した事が伝えられている。伝書の多くは天眞正自顕流の名で残されており、天眞正自源流と記された物は少なく、十瀬与三左衛門長宗（瀬戸口備前之守政基）が天眞正自顕流から天眞正自源流と名を変更したのは晩年のころと推測される。
瀬戸口備前守が成立させた流儀の思想と技術は、29代宗家の手元に伝承されている三巻の伝書、『尊形』・『察見』・『聴書』である。『尊形』には流儀の技術の全容が網羅されており、『察見』には流儀の思想と兵法が明記され、『聴書』には先師の教えが示されている。
『聴書』に於ける先師の教えが流儀全ての根本となるところから本来、流祖となるべき瀬戸口備前守は開祖にして流儀名称の確定者となった所以である。
天眞正自源流兵法は、その譜代継承に於いて時代に応じた術理を擁立して今日に至っており、流儀に於いて行われる剣法・居合・体術等は、最古の遺産である「天眞刀」・「天眞剣」・「天地人陰陽五段之法形」に始まり、瀬戸口備前守が制定したとされる剣術組太刀である十二箇之太刀を初めとする52の法形を根本としている。又、戦場合戦時の野太刀兵法、更に槍術、長巻、小太刀等の法形が伝承されている。
流派内の伝承では流派の名前を口にするだけでも門下に暗殺をされるなど、存在を秘匿されていたとされ、そのため、天眞正自源流の存在が確認されたのは明治期以降となっているとされている。

### 伝承に対する異説
以上の伝承について綿谷雪は、示現流の伝承をもとにしたフィクションであろう、としている。天眞正自源流の系譜でも、薬丸自顕流第5代の薬丸兼慶より分かれており、天眞正自顕流から直接分かれた流派ではなく、薬丸自顕流から分かれた流派と考えられる。実際に天眞正自源流の存在が確認されたのは明治期以降のことである。

## 特徴

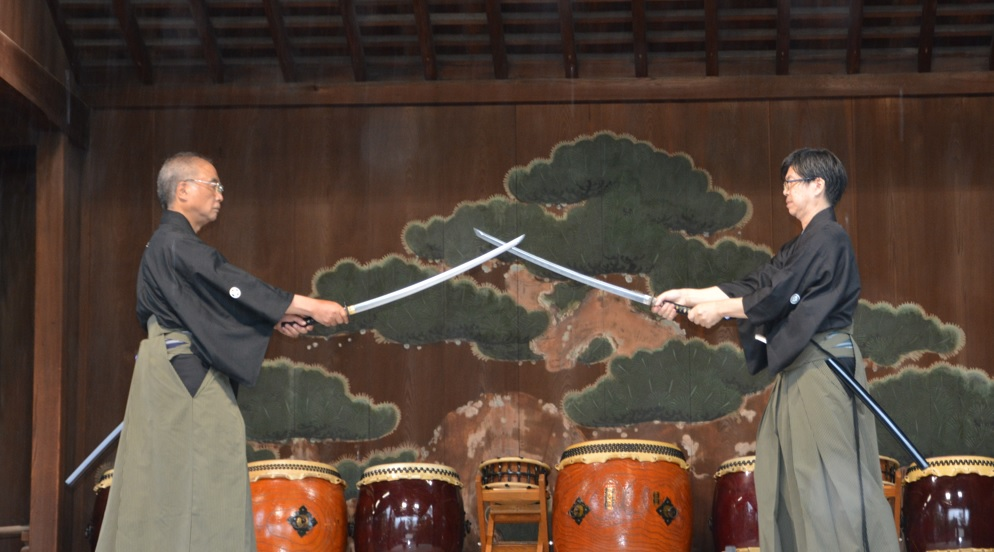
靖国神社における演武の様子

古伝に『山に在っては立木を、河に在っては流れを、海に在っては怒涛の波を敵と為す』と在るように、天地自然と術理の融合を意図して修行を行う事から、修練の場所を選ばない。天地人を以って流儀の根本と為し、技術・精神・肉体の完成を求める。剣法・居合・体術を網羅する総合武道で居合抜刀に於いては神速の抜きと納刀を実践、剣法に於いては一之太刀を以って一刀両断勇猛果敢を尊ぶ為、一瞬の攻防に全てがある。